# L'ultima partita (film 1990)
L'ultima partita è un film del 1990, diretto da Fabrizio De Angelis con lo pseudonimo di Larry Ludman il film è conosciuto anche come L'ultima meta.

## Trama
Su un'isola dei Caraibi, un'ingenua turista finisce nelle mani di un gruppo di spacciatori di droga, che la imprigionano. La sua richiesta d'aiuto raggiunge il padre, ex-sergente maggiore dei marines e coach di una squadra di football americano. L'indomito genitore, tanto per far le cose bene, va a riprendersi la figlia e si porta dietro tutta la squadra, dopo averli sottoposti ad un rapido addestramento per operazioni di guerriglia.